# Milan Nedić
Milan Nedić (sérvio cirílico: Милан Недић) (Grocka, 2 de setembro de 1877 – Belgrado, 4 de fevereiro de 1946) foi um general e político sérvio; foi o chefe do Estado Maior do exército iugoslavo, ministro da guerra durante o governo real iugoslavo e o principal ministro do Governo de Salvação Nacional (um governo fantoche nazista durante a Segunda Guerra Mundial).
Após a guerra, as autoridades da Iugoslávia comunista o prenderam, durante a qual ele supostamente se suicidou em 1946. Esta afirmação foi recentemente questionada, com o testemunho de Miodrag Mladenovic, um ex-oficial iugoslavo do OZNA.